# Paranerita roseola
Paranerita roseola är en fjärilsart som beskrevs av Watson och Goodger. Paranerita roseola ingår i släktet Paranerita och familjen björnspinnare. Inga underarter finns listade i Catalogue of Life.